# Gliwice

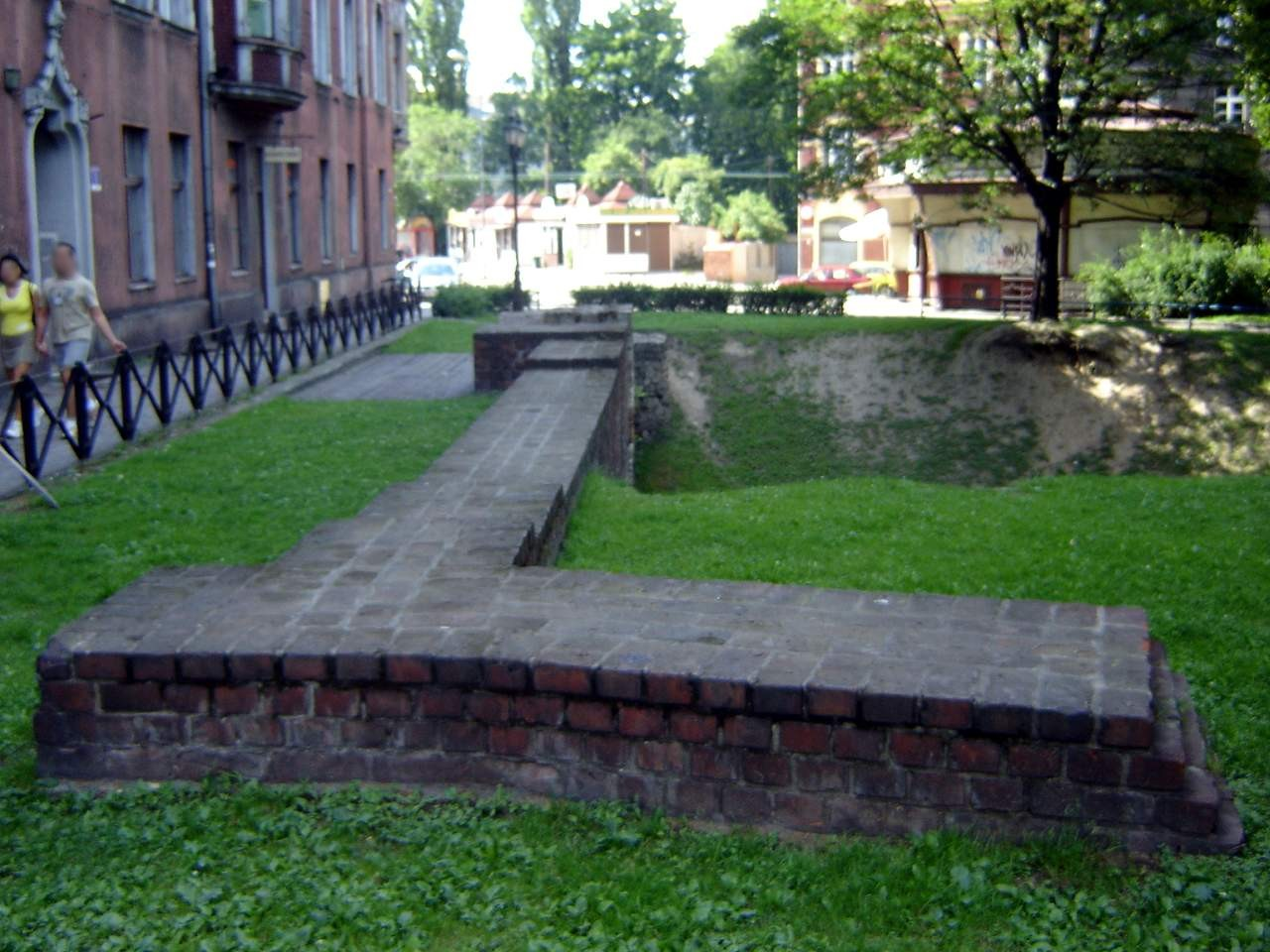
Gliwice városfalainak romjai

Gliwice (németül Gleiwitz, csehül Hlivice, szilézül Glywicy) délnyugat-lengyelországi város a sziléziai vajdaságban, a felsősziléziai ipari körzet nyugati peremén.

## Városrészek
Bojków, Brzezinka, Czechowice, Kopernik, Ligota Zabrska, Łabędy, Obrońców Pokoju, Ostropa, Sikornik, Sośnica, Szobiszowice,  Trynek, Waryński lakótelep, Wilcze Gardło, Wójtowa Wieś, Zatorze lakótelep, Zubrzycki lakótelep, Żerniki.

## Története
Gliwice jelszava: "Öreg város, új világ"

### Gliwice nevének eredete
A korábbi, főleg német történészek Gliwice/Gleiwitz (régebben így is írták: Glywice vagy Glewitze; latinul.: Glivitium) a cseh chlew (disznóól) (a g a cseh nyelvben h-nak felel meg) szóból eredeztették. Ezt a tézist állította fel a város első monográfiájának írója, a német Beno Nietsche. Így Beno szerint a város XIII. századbeli neve cseh eredetű. Lengyel és német nyelvtudósok ezt cáfolták, és az alábbi két hipotézist vetették fel:
1. Gliw vagy Gliwa – a középkori Sziléziában gyakran előforduló személynév. Ebben az esetben Gliwice a terület birtokosa, vagy bérlőjének, illetve a település alapítójának a nevéről lett elnevezve.
2. Gliw – szláv nyelveken gyakran agyagos területet, vizenyős, nedves vidéket jelent. E szerint az elmélet szerint Gliwice neve földrajzi környezetével hozható összefüggésbe. Mindkét hipotézisnek vannak támogatói és ellenzői, bár a többség a topográfiai eredethez húz. Német irodalomban még mindig lehet találkozni a cseh eredettel.

### Középkor
Gliwicét először 1276-ban említik oklevélben.
Görbelábú Mieszko, Ferdeszájú Boleszláv unokájának idején a Gliwice körüli földek az Opole–Racibórzi fejedelemséghez tartoztak. 1289-ben miután a négy fiú között felosztották, önálló fejedelemséggé vált. Ez a fejedelemég II. Vencel cseh király uralma alá került. Akkoriban ez a vidék híres volt a halászatáról, malmairól, komlótermeléséről, sörfőzéséről és sörkereskedelméről.

### Az 1918-1945-ös évek
A versailles-i békeszerződés 1919-ben úgy rendelkezett, hogy a város hovátartozásáról népszavazásnak kell döntenie. Az 1921. március 20-i szavazás eredményeképpen a járás Lengyelországra szavazott, azonban magában Gleiwitzben Németország került túlsúlyba. A III. sziléziai felkelés
során a várost elkerülték a harcok. Összetűzésekre a külvárosokban és a járásban került sor. 1921 júniusában angol páncélosok jöttek a városba, és a járást megszállták az antant egységei.
A szövetséges parancsnokság parancsa alapján Gleiwitzet és Zabrzét ideiglenes francia fennhatóság alá helyezték. A Népszövetség határozata alapján végül 1921 októberében határozat született, hogy Gleiwitz a weimari Németországhoz fog tartozni. A város Felső-Szilézia német részének egyik fontos központja lett, míg a hivatalos főváros Oppeln lett. Gleiwitzbe települt egy sor szervezet és intézet központja egyrészt a komoly ipari háttér, másrészt az új határ közelsége miatt. 1924-ben a városhoz csatolták a Łabędyben lévő kikötőt, 1927-ben pedig a környező településeket: Ligota Zabrska (Steigern), Sośnica (Oehringen), Szobiszowice (Petersdorf), Wójtowa Wieś (Richtersdorf) i Żerniki (Gröling). A lengyel szénimport visszatartása a szénellátás javulását eredményezte. A német tőke intenzív beruházásokat hajtott végre Sziléziában. Meghirdették a „Segítség a német keletnek" programot, melynek során fel akarták kelteni a Birodalom figyelmét erre a régióra, másrészt igyekeztek meggátolni a sziléziaiak nyugatra vándorlását. Ennek során sok új lakást és középületet építettek a munkás kerületekben.
Gleiwitz ennek következtében az új tartomány legnagyobb városa lett. Új iparvállaltok települtek ide, melyek révén a környék függetlenítette magát a korábbi lengyel gazdasági kapcsolatoktól. Alacsony kamatú kölcsönökkel ösztönözték a vállalkozókat, hogy Németország más részéről áttelepüljenek Sziléziába.
1939. augusztus 31-én itt szervezték meg a hírhedt gleiwitzi incidenst, az akkori gleiwitzi rádióállomás ellen. Ennek a provokációnak a célja az volt, hogy ürügyet adjon a német csapatok Lengyelország elleni támadására. A második világháború alatt a város iparát haditermelésre állították át. Gleiwitzben az auschwitzi koncentrációs tábor négy altábora működött olcsó munkaerőt biztosítva. 1945. január 24-én a Vörös Hadsereg elfoglalta a várost.
1964-ben Gliwicéhez csatolták Łabędyt és Czechowicét.

## Oktatás
- Sziléziai Műszaki Egyetem
- Gliwicei vállalatvezetési főiskola
- Gliwicei idegen nyelvek főiskolája – Főiskola honlapja
- Lengyel Tudományos Akadémia:
  - Elméleti és alkalmazott informatikai intézet
  - Vegyészmérnöki intézet
  - Szénvegyészeti osztály
- Częstochowai polonisztikai akadémia – Gliwicei részleg

## Ismert emberek
- Itt született Lukas Podolski német válogatott labdarúgó.

## Testvérvárosok
- Bottrop, Németország
- Dessau, Németország
- Doncaster, Anglia
- Késmárk, Szlovákia
- Nacka, Svédország
- Salgótarján, Magyarország
- Valenciennes, Franciaország